# Frank Fisher
Franklyn Wood Fisher, detto Frank (Bailieboro, 16 maggio 1907 – Toronto, 23 aprile 1983), è stato un hockeista su ghiaccio canadese.

## Palmarès

### Olimpiadi invernali
- Oro a Sankt Moritz 1928 nell'hockey su ghiaccio.